# ویکتور واگنر
ویکتور واگنر (به انگلیسی: Victor Wagner) (زاده ۸ تیر ۱۳۳۸ در پورتو آلگری) بازیگر برزیلی است.
واگنر بیشتر با نقش آفرینی‌هایش در سریال‌ تلویزیونی کریستال (سال ۱۳۸۵) و فیلم بوکاژ پیروزی عشق (سال ۱۳۷۶) شناخته شده است.